# 蓬濰道
蓬濰道（ほうい-どう）は汪兆銘政権華北政務委員会により設置された山東省の道。

## 沿革
1940年（民国29年）6月15日、中華民国臨時政府時代の道制整理の際に新設された。

## 行政区画
廃止直前下部の8県を管轄した。（50音順）
- 安丘県
- 濰県
- 掖県
- 高密県
- 諸城県
- 昌楽県
- 昌邑県
- 平度県